# Autobleu

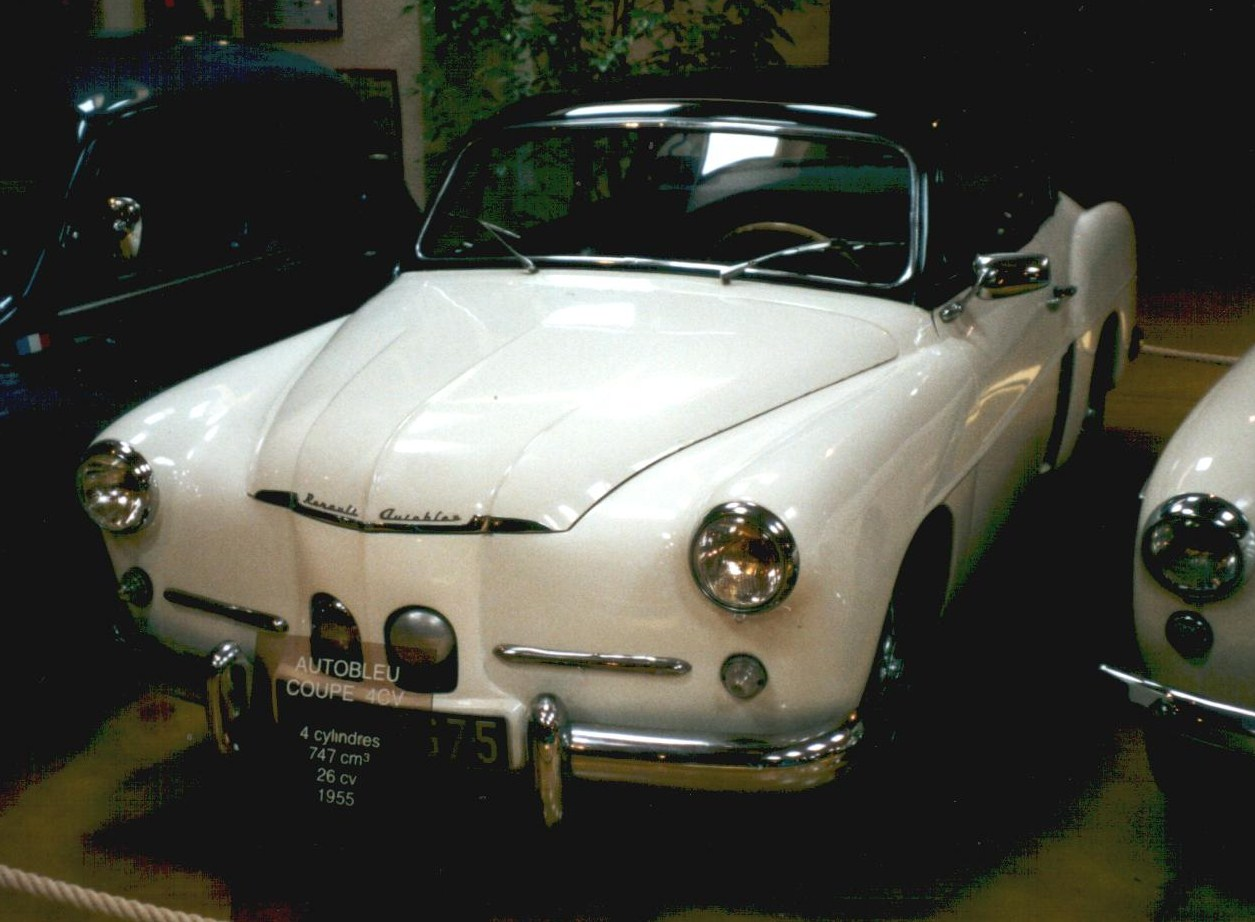
Autobleu von 1955

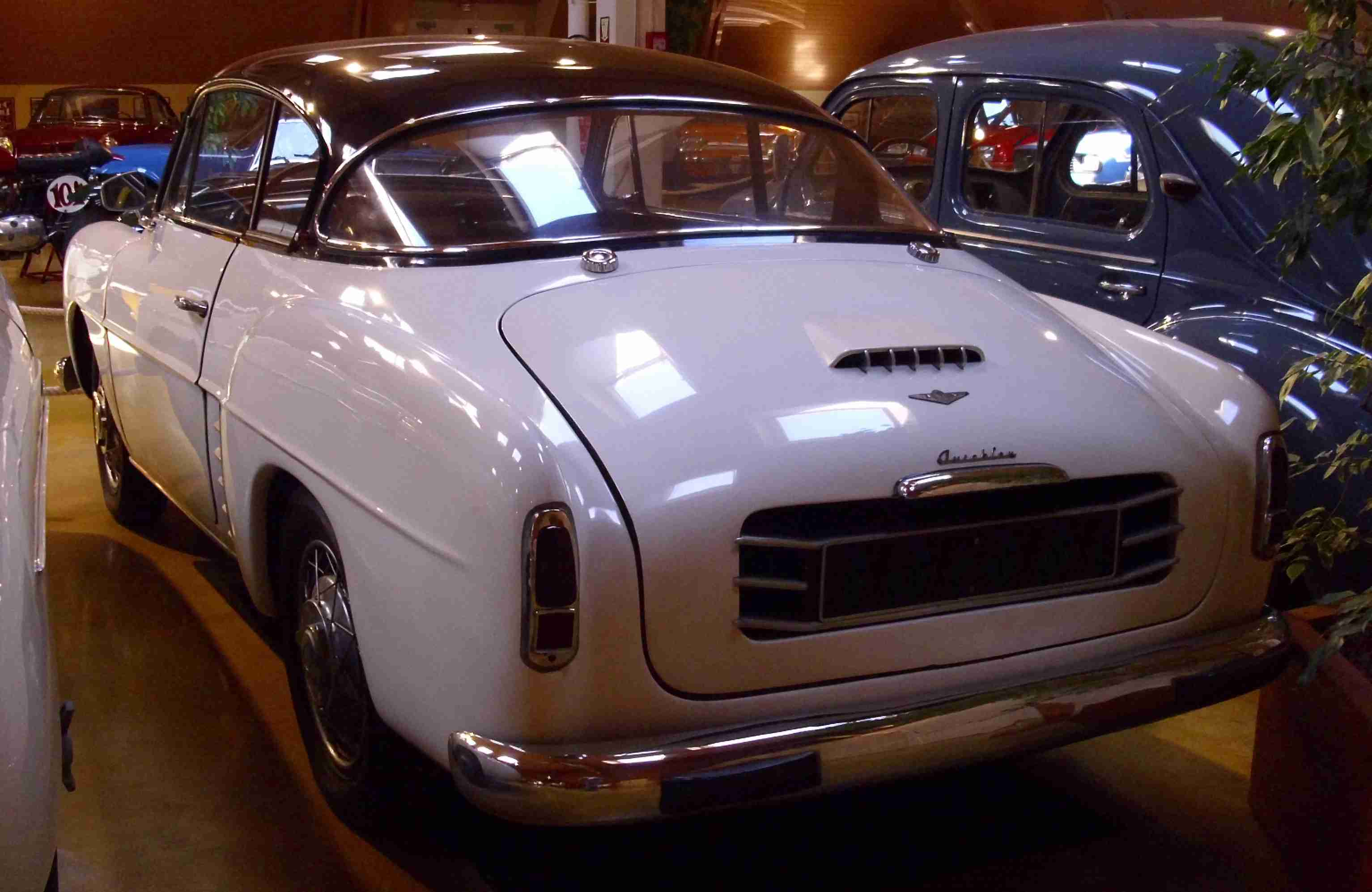
Autobleu von 1955

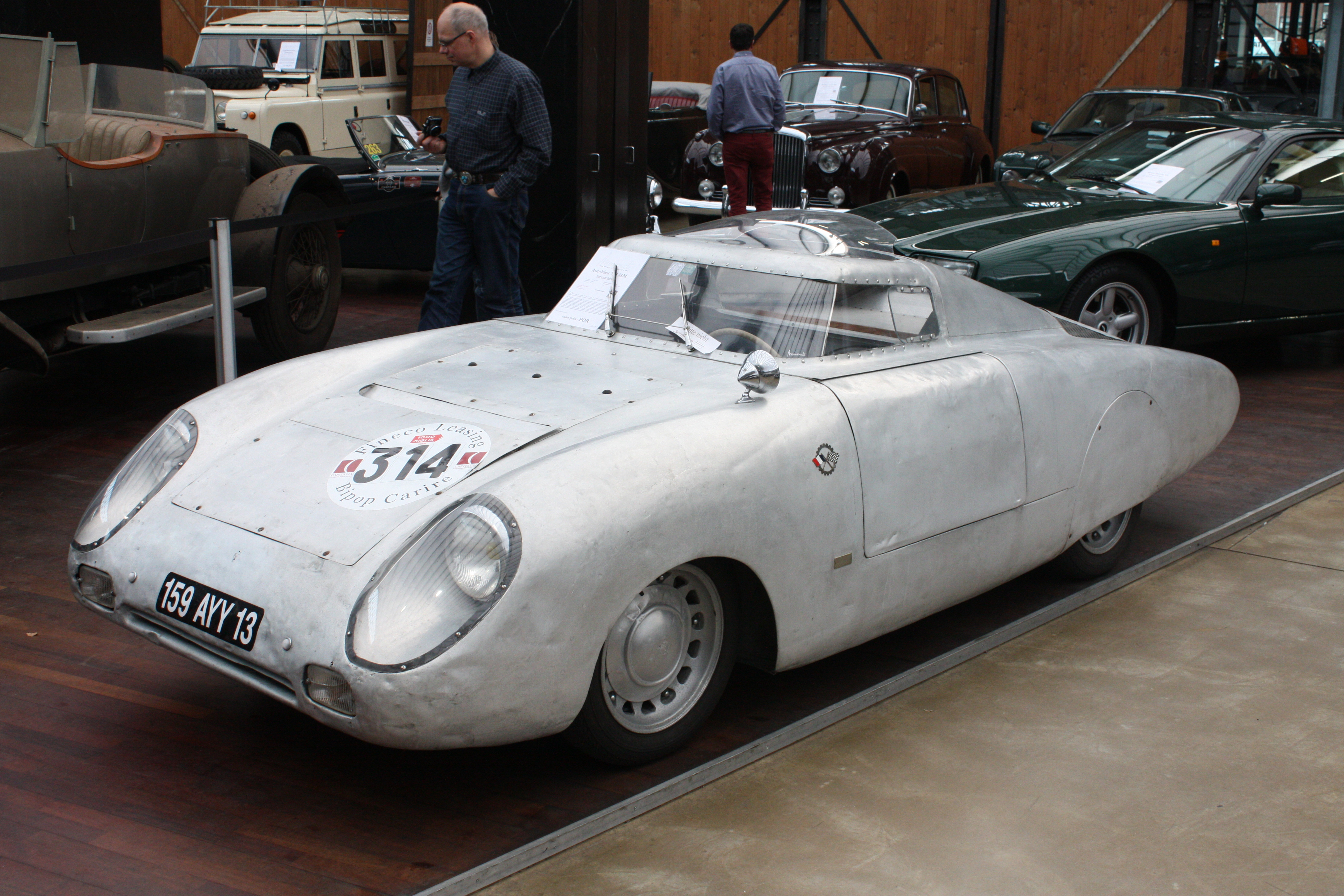
Autobleu 750 MM

Automobiles Autobleu war ein französischer Hersteller von Automobilen.

## Unternehmensgeschichte
Maurice Mestivier und Roger Lepeytre gründeten das Unternehmen. Standort war an der Rue Aumont-Thiéville 15 im 17. Arrondissement in Paris. Die Produktion von Automobilen begann 1953. Der Markenname lautete Autobleu. 1958 endete die Automobilproduktion zunächst. Als Zulieferer und im Bereich Motortuning existierte das Unternehmen weiter. Auf dem Genfer Auto-Salon 1967 wurde erneut ein Fahrzeug präsentiert, das ein Prototyp blieb. Das Unternehmen existierte bis 1971.

## Fahrzeuge
Das Unternehmen stellte Cabriolets und Coupés her. Zunächst entstanden die Fahrzeuge auf dem Fahrgestell des Renault 4CV, später auf dem des Renault Dauphine. Der Vierzylindermotor mit 845 cm³ Hubraum leistete 24 kW (32 PS) und war im Heck montiert.
Der Prototyp GT von 1967 war ein Coupé auf Basis des Peugeot 204. Pietro Frua hatte es entworfen.
Ein Fahrzeug dieser Marke ist im Manoir de l'Automobile in Lohéac zu besichtigen.

## Rennsport
Für die Mille Miglia 1954 wurde der einzige Werksrennwagen konstruiert, das Modell 750 MM; angetrieben von einem bei Porsche überarbeiteten Motor, dessen Hubraum von 750 auf 950 cm³ erhöht wurde und rund 51 kW leistete. Die Stromlinienkarosserie entwickelte der Luftfahrtingenieur Marcel Riffard. Das Fahrzeug nahm an der Mille Miglia 1954 (pilotiert von Jean Bianchi) und 1955 sowie am 12-Stunden-Rennen von Reims 1956 teil.